# Zariski-Tangentialraum
Der Zariski-Tangentialraum ist ein Konzept aus der algebraischen Geometrie, welches die aus der elementaren Geometrie und der Differentialgeometrie bekannten Begriffe von Tangenten, Tangentialebenen und Tangentialräumen in die Sprache der algebraischen Geometrie übersetzt.
Um einem Punkt einer Varietät einen affinen Unterraum des umgebenen Raumes zuzuordnen, werden die analytischen Methoden der Differentialgeometrie in eine algebraische Sprache übersetzt. In der Sprache der modernen algebraischen Geometrie wird der Tangentialraum eines Schemas intrinsisch, also ohne Bezugnahme auf einen umgebenen Raum definiert.

## Motivation

### Analogie zur Differentialgeometrie
Klassisch wird der Tangentialraum an einem Punkt als Menge der Tangentialvektoren definiert. Diese wiederum entsprechen eindeutig den Richtungsableitungen in diesem Punkt. Richtungsableitungen sind genau die Derivationen (siehe den Abschnitt weiter unten) der glatten Funktionen, weshalb man den Tangentialraum auch als Menge der Derivationen in einem Punkt definieren kann.
Weil Derivationen linear sind und die Derivation einer konstanten Funktion Null ergibt, ist eine Derivation schon durch ihre Anwendungen auf die Elemente des Maximalideals {\displaystyle {\mathfrak {m}}=\left\{f\colon f(x)=0\right\}} eindeutig bestimmt. Weiterhin verschwindet jede Derivation aufgrund der für sie geltenden Leibniz-Regel  auf {\displaystyle {\mathfrak {m}}^{2}}. Man kann also Derivationen als lineare Abbildungen {\displaystyle D:{\mathfrak {m}}/{\mathfrak {m}}^{2}\to k} auffassen. Das motiviert die nachfolgende Definition.
(Während diese Definition sich auch auf den Tangentialraum von Mannigfaltigkeiten übertragen lässt, hat sie dort aber kaum Anwendungen. Innerhalb der algebraischen Geometrie ermöglicht die algebraische Definition die Verwendung der Idealtheorie auch bei der Untersuchung von Tangentialräumen, sowie auch die Verallgemeinerung des Begriffs in den Kontext der Schemata.)

### Tangentialraum einer affinen Hyperfläche
Sei im Folgenden {\displaystyle k} ein algebraisch abgeschlossener Körper, {\displaystyle \mathbb {A} _{k}^{n}} der affine {\displaystyle n}-dimensionale Raum und {\displaystyle f\in k[X_{1},\dots ,X_{n}]} ein irreduzibles Polynom. {\displaystyle H} sei die durch {\displaystyle f} definierte Hyperfläche
{\displaystyle H:=\{(x_{1},\dots ,x_{n})\in \mathbb {A} _{k}^{n}|f(x_{1},\dots ,x_{n})=0\}}
Ist {\displaystyle P} ein Punkt der Hyperfläche, so ist eine Gerade eine Tangente an {\displaystyle H} im Punkt {\displaystyle P}, wenn sie einen mehrfachen Schnittpunkt mit {\displaystyle H} im Punkt {\displaystyle P} hat. Algebraisch ausgedrückt bedeutet das:
Ohne Beschränkung der Allgemeinheit sei {\displaystyle P} der Nullpunkt. (Nach einem Koordinatenwechsel kann man dies stets erreichen.) Ist {\displaystyle (a_{1},\dots ,a_{n})\in \mathbb {A} _{k}^{n}} ein beliebiger Punkt, so hat die Gerade
{\displaystyle g:=t\cdot (a_{1},\dots ,a_{n}),}
die durch den Nullpunkt und {\displaystyle (a_{1},\dots ,a_{n})} geht, genau in den Nullstellen des Polynoms {\displaystyle p\in k[t]}:
{\displaystyle p:=f(t\cdot a_{1},\dots ,t\cdot a_{n})}
Schnittpunkte mit {\displaystyle H}.
Das Polynom {\displaystyle p} ist von der Form
{\displaystyle p=\alpha _{0}+\alpha _{1}t^{1}+\cdots +\alpha _{k}t^{k}}
Da Null ein Schnittpunkt ist, ist {\displaystyle \alpha _{0}=0}. Ist nun auch {\displaystyle \alpha _{1}=0}, so hat die Gerade einen mehrfachen Schnittpunkt mit {\displaystyle H} im Nullpunkt und ist eine Tangente an {\displaystyle H}. Die Vereinigung aller Tangenten ist ein affiner Unterraum und wird als der Tangentialraum von {\displaystyle H} bezeichnet.

## Definition
Sei {\displaystyle V} eine algebraische Varietät (über einem Körper {\displaystyle k}) mit Koordinatenring {\displaystyle k\left[V\right]}, und sei {\displaystyle x\in V} ein Punkt mit zugehörigem Maximalideal
{\displaystyle {\mathfrak {m}}_{x}=\left\{f\in k\left[V\right]\colon f(x)=0\right\}}.
Dann ist der Kotangentialraum {\displaystyle T_{x}^{*}V} definiert als
{\displaystyle T_{x}^{*}V:={\mathfrak {m}}_{x}/{\mathfrak {m}}_{x}^{2}}
und der Zariski-Tangentialraum {\displaystyle T_{x}V} als dessen Dualraum
{\displaystyle T_{x}V=\operatorname {Hom} ({\mathfrak {m}}_{x}/{\mathfrak {m}}_{x}^{2},k)}.
Allgemeiner kann man für einen lokalen Ring {\displaystyle R} mit Maximalideal {\displaystyle {\mathfrak {m}}} den Kotangentialraum als {\displaystyle {\mathfrak {m}}/{\mathfrak {m}}^{2}} definieren, und analog den Zariski-Tangentialraum als dessen Dualraum {\displaystyle \operatorname {Hom} ({\mathfrak {m}}/{\mathfrak {m}}^{2},R/{\mathfrak {m}})}. Der Zariski-Tangentialraum einer algebraischen Varietät im Punkt {\displaystyle x} ist dann der Zariski-Tangentialraum des lokalen Ringes {\displaystyle {\mathcal {O}}_{x}=k\left[V\right]_{{\mathfrak {m}}_{x}}}, also des Ringes der Keime regulärer Funktionen in {\displaystyle x}.

## Explizite Berechnung
Sei {\displaystyle V\subset k^{n}} eine algebraische Varietät mit definierendem Ideal {\displaystyle I(V)} und sei {\displaystyle x\in V}. Für {\displaystyle f\in I} sei 
{\displaystyle df_{x}:=\sum _{i=1}^{n}{\frac {\partial f}{\partial X_{i}}}(x)X_{i}}.
Dann ist der Zariski-Tangentialraum isomorph zu {\displaystyle V(I_{x})}, wobei {\displaystyle I_{x}\subset k\left[X_{1},\ldots ,X_{n}\right]} das von den 
{\displaystyle df_{x},f\in I(V)}
aufgespannte Ideal ist. Also
{\displaystyle T_{x}V=\left\{v\in k^{n}\colon df_{x}(v)=0\ \forall f\in I(V)\right\}}.
Sind {\displaystyle f_{1},\ldots ,f_{r}} Erzeuger von {\displaystyle I(V)}, dann sind {\displaystyle df_{1},\ldots ,df_{r}} Erzeuger von {\displaystyle I_{x}}.

## Beispiele

Graphen der über definierten Kurven y^{2} = x^{3} − x und y^{2} = x^{3} − x + 1

- {\displaystyle V(y^{2}-x^{3}+x)}:

Die Tangente in {\displaystyle (0,0)} an {\displaystyle V(y^{2}-x^{3}+x)} ist die y-Achse, also {\displaystyle V(x)}. Der Tangentialraum in {\displaystyle (1,0)} ist derselbe, d. h. der Tangentialraum ist nicht als affiner Raum, sondern als Vektorraum zu verstehen. Allgemein ist die Tangente im Punkt {\displaystyle (x,y)} der Kern der linearen Abbildung {\displaystyle (1-3x^{2},2y)}, also der vom Vektor {\displaystyle (2y,3x^{2}-1)} aufgespannte 1-dimensionale Unterraum des {\displaystyle k^{2}}.
- {\displaystyle V(y^{2}-x^{3}+x-1)}:

Auch hier ist die Tangente im Punkt {\displaystyle (x,y)} der Kern der linearen Abbildung {\displaystyle (1-3x^{2},2y)}, also der vom Vektor {\displaystyle (2y,3x^{2}-1)} aufgespannte 1-dimensionale Unterraum des {\displaystyle k^{2}}.
- {\displaystyle V(y^{2}-x^{3}-x^{2})} (Newtonscher Knoten):

Hier kann man in {\displaystyle (0,0)} zwei Tangenten anlegen, {\displaystyle y=x} und {\displaystyle y=-x}. Der Tangentialraum ist der davon aufgespannte {\displaystyle k^{2}}. Die Dimension des Tangentialraumes ist in diesem Punkt größer als die Dimension der Varietät, es handelt sich um eine Singularität (siehe unten).
- {\displaystyle V=V(y^{2}-x^{3})} (Neilsche Parabel):

Ebenso wie im vorigen Beispiel ist hier {\displaystyle df_{(0,0)}=0}, also {\displaystyle T_{(0,0)}V=k^{2}}.
- {\displaystyle V=V(x^{2}+y^{2}-z^{2})}:

Man berechnet {\displaystyle T_{(0,0,0)}V=k^{3}}. Insbesondere ist {\displaystyle (0,0,0)} eine Singularität. Es gibt auf dieser Fläche keine weiteren Singularitäten. Beispielsweise ist {\displaystyle T_{(1,0,1)}V=V(x-z)}.

## Derivationen
Äquivalent kann man den Tangentialraum auch mit Hilfe von Derivationen definieren. (Dies entspricht der Interpretation von Vektorfeldern als Richtungsableitungen.)
Sei {\displaystyle V} eine algebraische Varietät und {\displaystyle {\mathcal {O}}(V)} der Ring ihrer regulären Funktionen. Eine Derivation von {\displaystyle {\mathcal {O}}(V)} in einem Punkt {\displaystyle x\in V} ist eine {\displaystyle k}-lineare Abbildung {\displaystyle \delta \colon {\mathcal {O}}(V)\to k} mit
{\displaystyle \delta (fg)=\delta (f)g(x)+f(x)\delta (g)}
für alle {\displaystyle f,g\in {\mathcal {O}}(V)}.
Der {\displaystyle k}-Vektorraum der Derivationen in {\displaystyle x} ist isomorph zum Zariski-Tangentialraum {\displaystyle T_{x}V}.

## Dimension und Singularitäten
Für einen noetherschen lokalen Ring {\displaystyle R} mit Maximalideal {\displaystyle {\mathfrak {m}}} gilt stets 
{\displaystyle \dim _{k}({\mathfrak {m}}/{\mathfrak {m}}^{2})\geq \dim(R)},
wobei {\displaystyle \dim(R)} die Krull-Dimension von {\displaystyle R} bezeichnet.
Insbesondere gilt für alle Punkte {\displaystyle x} einer algebraischen Varietät {\displaystyle V}:
{\displaystyle \dim T_{x}V\geq \dim _{x}V}.
Punkte {\displaystyle x\in V}, in denen {\displaystyle \dim T_{x}V>\dim _{x}V} ist, werden als Singularität bezeichnet. Punkte, in denen {\displaystyle \dim T_{x}V=\dim _{x}V} ist, heißen reguläre Punkte oder glatte Punkte.
Die glatten Punkte bilden eine offene und dichte Teilmenge der Varietät {\displaystyle V}.
Eine glatte Varietät ist eine algebraische Varietät, in der alle Punkte glatt sind, es also keine Singularitäten gibt.